# Четност
 Тази статия е за свойството на числата.  За понятието от квантовата механика вижте Четност (физика).  
Всяко цяло число е или четно, или нечетно. Четността на числата се определя по следния начин: ако едно цяло число е кратно на числото 2 (при деление на 2 се получава друго цяло число без остатък), числото е четно; останалите цели числа са нечетни.
Редицата на четните числа може да бъде записана така:
Четни числа = 2Z = {..., −6, −4, −2, 2, 4, 6, ...}.
Редицата на нечетните числа може да бъде показана по този начин:
Нечетни числа = 2Z + 1 или 2Z – 1 = {..., −5, −3, −1, 1, 3, 5, ...}.
За числата, съставени от повече от 1 цифра, четността се определя само от последната, най-дясна цифра (на единиците).